# 第175ギムナジウム銃乱射事件
第175ギムナジウム銃乱射事件（だい175ギムナジウムじゅうらんしゃじけん、ロシア語: Массовое убийство в гимназии № 175）とは、ロシア連邦・タタールスタン共和国の首都カザンにて、2021年5月11日に発生した無差別殺傷事件である。
襲撃の標的となったのはジャヴダト・ファイジ通りにある小中高一貫学校（第175ギムナジウム）の生徒および職員たちであった。銃撃と爆発によって7名の生徒と2名の教師の計9名が死亡、ほか23名が負傷した。
犯人は元同校の生徒の19歳の男で、警察の到着後速やかに投降し逮捕された。

## 事件の経緯

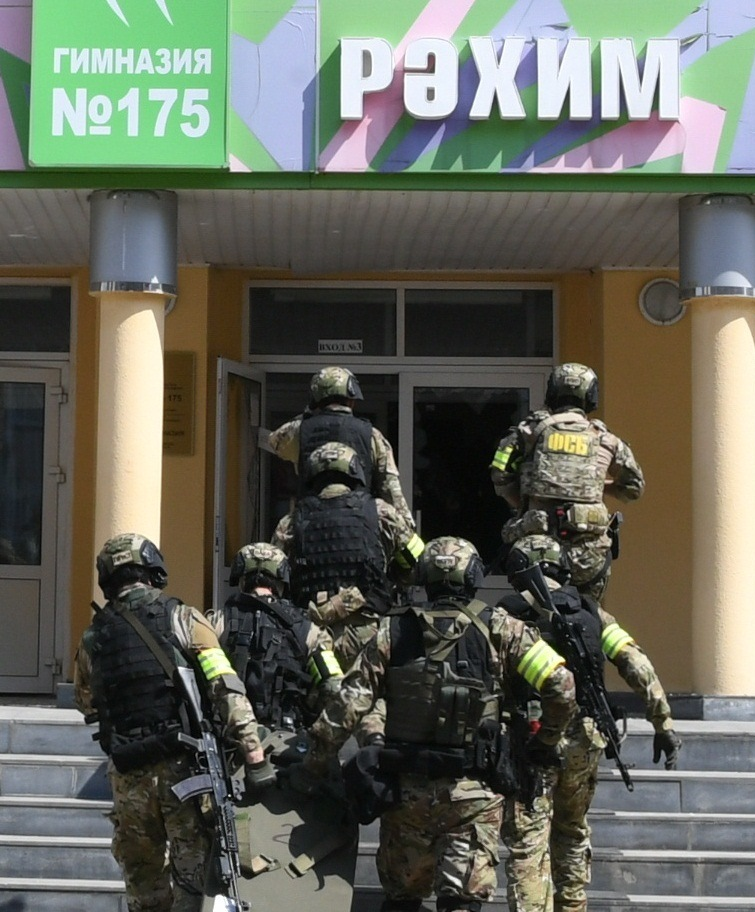
第175ギムナジウムに突入する特殊部隊

### 事件発生前
2021年4月、犯人の男（当時19歳）は狩猟免許を取得するとともに銃器を購入した。また、インターネットで爆弾の作成方法を調べ、必要な硝酸カリウムなどの薬品を入手した。少なくとも2つの爆弾を作成したとみられている。
2021年5月11日の午前8時半ごろ、犯人の男は武器を携帯することなく第175学校へ向かったが、警備員に止められ中に入ることはできなかった。
自身の部屋へ戻ると、部屋に硝酸カリウムを撒き火を付け、第175学校へと向かった。火は自然と消えたため大事には至らなかった。
銃を携帯して第175学校へ向かう犯人の男が通りで何名かに目撃されているが、その時点では警察への通報はされなかった。

### 事件
事件発生時、第175ギムナジウムには714名の生徒と約70名の職員がいた。
まず、犯人の男は学校の入り口付近にいた若い女性に対し、頭部を狙って銃を3度発砲したが、女性は逃げることができた。
校舎の入り口のドアは電磁ロックで施錠されているはずであったが、故障のため容易に開閉できる状態となっていた。62歳の学校職員ラヌール・ムスタフィンは犯人のかつての担任教師の夫であった。襲撃者の存在に気づき、ガラスのドアを内側から押さえて侵入の阻止を試みたムスタフィンを、犯人はガラス越しに銃撃した。腹部を撃たれたムスタフィンは血まみれで床に倒れた。犯人はさらに銃撃を加え、頭部をとらえたが浅い角度であった。犯人はムスタフィンが死亡したものと考え、校内に侵入した。なおムスタフィンは重傷を負ったものの治療により一命をとりとめている。
この間に、女性警備員タスキラ・アフマドゥーリナは緊急ボタンを押し警察へ連絡、2階へ駆け上がると声の限りを尽くして襲撃者の存在を伝え、その後玄関口に倒れているムスタフィンのもとへ向かった。
校内に侵入した男は、物音を聞いて教室から出てきた女性教師ヴェネラ・アイザトワと廊下でぶつかった。武器を持っている男を見て生徒らのいる教室へ引き返そうとしたアイザトワを男は銃撃し殺害した。この間に別の教師がアイザトワの出てきた教室を施錠した。
犯人の男はトイレからでてきた5年生の女子生徒と出くわしたため発砲を試みたが、銃は弾切れとなっていた。銃弾の装填をしている隙に生徒は逆方向へ逃げたため生命の危険はなかった。逃げる生徒を見ながら、男は施錠されているドアを破壊するために自作の爆発物をアイザトワのそばに設置すると、上階へ続く階段へと走り去った。アイザトワの死因が銃撃か爆発かは特定されていない。
26歳の女性教師エリヴィラ・イグナティエワは、一人で職務室にいるところを男に発見され銃撃により死亡した。
男は上階へ向かったが、事態を知った校長がこの時点で校内放送を用いて生徒を教室の中に入れて鍵をかけるよう教師らに呼びかけていた。このためほとんどのドアが施錠されていたが、8–Aの教室には鍵がかかっておらず、男は侵入し銃撃を行った。死亡した生徒らは全員この教室にいた。なおこの教室のスピーカーは故障していたことが判明している。

### 警察への通報と逮捕
午前9時18分に警察への第一報が入ったと伝えられている。
午前9時19分、銃声と爆発音があるとの通報が入った。
午前9時25分、警察に学校からの緊急連絡が入った。
午前9時27分、8年生の生徒のひとりから警察に通報が入った。銃声が聞こえたことや、怪我人や血が見えることが伝えられた。また近隣の住民たちは、学校の3階の窓から外へ飛び降りる生徒たちを目撃していた。
午前9時33分、警察が現場に到着した。犯人の男は両手を挙げて入口から出てきたところを逮捕された。その後、ロシア国家親衛隊が到着して生徒と職員たちを避難させた。
なお事件発生当初、犯人は2人組グループであり、もう一人は生徒を人質にとって立てこもったが特殊部隊に殺害されたなどの報道がなされたが、最終的な発表では犯人は一人であったとされている。

### 被害者
この事件により、8年生（14–15歳）の生徒7名、26歳の英語教師、55歳の低学年教諭の計9名が死亡した。その内の8名は即死であり、1名は病院にて死亡が確認された。また、3名の職員と18名の生徒らが病院に搬送され、その内の6名の負傷者は極めて重篤な状態であり集中治療室での治療を要した。
銃撃による負傷者は23名と報道されているが、現場から避難する際の負傷などを含めると負傷者は計143名とされる。

### 事件後
午前10時47分、タタールスタン共和国大統領ルスタム・ミンニハノフが事件現場に到着した。午前11時、ロシア内務省の報道部は犯人がすでに拘束されていること、またテロ対策についても進行中であることを発表した。
ロシア大統領ウラジーミル・プーチンは犠牲者の親族に哀悼の意を表し、政府に対して同国の武器に関する法律を強化するよう命じた。

### 裁判
事件翌日の5月12日、犯人の男は罪状を認めた。
家宅捜索では硝酸カリウム、硝酸アンモニウムなどの薬物や、時限装置、弾薬が見つかったほか、狩猟免許証が発見された。
殺人罪（ロシア刑事法第105条第2項）を含む4つの罪状につき刑事事件として起訴された。
逮捕直後の取り調べにおいて「自分は神である、すべての人間を憎んでいる」と話すなど精神状態の問題が疑われた。モスクワのセルブスキー記念精神医学研究センターによる精神鑑定の結果、精神疾患は否定されている。
精神鑑定が必要となったことや、訴訟資料が膨大な量となっていることから、事件から1年以上経過した2022年8月1日時点で公判は開始されていない。

## 犯人
犯人は当時19歳の男であった。2001年9月11日にカザンの家庭で第2子として誕生した。2017年、事件の標的となった第175ギムナジウムを9年生（15–16歳）で卒業した（通常9年生または11年生で卒業する）。その後、タタール職業支援機関が運営する専門学校に入学したが、試験に落第し、またインターンシップの面接にも失敗したため、2021年4月26日に同校から除籍された。同じころ、家族（両親、21歳の兄）は彼を置いて引っ越してしまい、アパートに1人で暮らすこととなった。この時期に犯行の準備を開始した。この事件以前には、目立った問題行動は起こしていなかったという。

### SNS関連
犯人の男は、襲撃の20分前の午前8時57分に「神（Бог）」というアカウント名でTelegramのチャンネルを開設し、「本日大量のゴミどもを殺し、自分も死ぬ」といった投稿を行っていた。
逮捕後、警察署内で拘留中の犯人の男を撮影した映像がTelegramの匿名チャンネルに流出した。その中で男は「自分は神であり、自分の中で目を覚ました怪物である、すべての人間を憎んでいる」といったことを供述している。Telegramの創設者パーヴェル・ドゥーロフによれば、犯行時刻におけるチャンネル登録者は犯人のみであった。

## 参考
- ロシアにおける銃乱射事件の一覧（英語版）